# Новоселиця (Мукачівський район)
Новосе́лиця — село в Україні, у Закарпатській області, Мукачівському районі.

## Історія
На території Новоселиці виявлено поселення часів неоліту (IV тисячоліття до н. е.).
В писемних джерелах Новоселиця згадується в у 1505 році. Заселили цю територію жителі Малих Лучок
В січні 1919 року збори селян Новоселиці висунули вимогу про передачу їм державних лісів.
Біля села Новоселиця відкрито родовище природного газу та ведеться розробка його використання.

## Присілки
Ушко
Ушко - колишнє село в Україні, в Закарпатській області.
Обєднане з селом Новоселиця
Згадки: 1598: Uszkofalva, 1600: Uzkofalva

## Населення
Згідно з переписом УРСР 1989 року чисельність наявного населення села становила 631 особа, з яких 289 чоловіків та 342 жінки.
За переписом населення України 2001 року в селі мешкало 267 осіб.

### Мова
Розподіл населення за рідною мовою за даними перепису 2001 року:
| Мова       | Відсоток |
| ---------- | -------- |
| українська | 99,25 %  |
| російська  | 0,75 %   |

## Туристичні місця
- На території Новоселиці виявлено поселення часів неоліту (IV тисячоліття до н.е.).
- ставок